# Badminton-Europameisterschaft 2000
Die 17. Badminton-Europameisterschaften fanden in Glasgow, Schottland, zwischen dem 25. und 29. April 2000 statt. Sie wurden von der European Badminton Union und der Scottish Badminton Union ausgerichtet.

## Medaillengewinner
| Disziplin    | Gold                        | Silber                            | Bronze                              |
| ------------ | --------------------------- | --------------------------------- | ----------------------------------- |
| Herreneinzel | Peter Gade                  | Poul-Erik Høyer Larsen            | Richard Vaughan                     |
| Herreneinzel | Peter Gade                  | Poul-Erik Høyer Larsen            | Kenneth Jonassen                    |
| Dameneinzel  | Camilla Martin              | Marina Andrievskaia               | Kelly Morgan                        |
| Dameneinzel  | Camilla Martin              | Marina Andrievskaia               | Mette Sørensen                      |
| Herrendoppel | Jens Eriksen Jesper Larsen  | Pär-Gunnar Jönsson Peter Axelsson | Simon Archer Nathan Robertson       |
| Herrendoppel | Jens Eriksen Jesper Larsen  | Pär-Gunnar Jönsson Peter Axelsson | Michał Łogosz Robert Mateusiak      |
| Damendoppel  | Donna Kellogg Joanne Goode  | Rikke Olsen Helene Kirkegaard     | Marina Yakusheva Irina Ruslyakova   |
| Damendoppel  | Donna Kellogg Joanne Goode  | Rikke Olsen Helene Kirkegaard     | Nicole van Hooren Lotte Bruil       |
| Mixed        | Michael Søgaard Rikke Olsen | Jens Eriksen Mette Schjoldager    | Jon Holst-Christensen Ann Jørgensen |
| Mixed        | Michael Søgaard Rikke Olsen | Jens Eriksen Mette Schjoldager    | Chris Bruil Erica van den Heuvel    |
| Teams        | Dänemark                    | England                           | Niederlande                         |

## Herreneinzel
- Pawel Uwarow –  Ceyhun Məmmədəliyev: 15-3 / 15-2
- Dicky Palyama –  Antti Viitikko: 13-15 / 15-0 / 15-3
- Ruud Kuijten –  Jean-Michel Lefort: 15-6 / 15-12
- Andrej Pohar –  Kristóf Horváth: 15-5 / 15-4
- Björn Joppien –  Graham Simpson: 15-2 / 15-1
- Jürgen Koch –  Christian Unternährer: 15-9 / 15-3
- Anders Boesen –  Dmitry Miznikov: 15-6 / 15-0
- Oliver Pongratz –  Heiki Sorge: 15-5 / 15-1
- Martin Hagberg –  Sveinn Sölvason: 15-0 / 15-4
- Boris Kessov –  Sergio Llopis: 15-9 / 11-15 / 15-9
- Richard Vaughan –  Graeme Smith: 15-1 / 15-2
- Aivaras Kvedarauskas –  Mert Aydoğmuş: 15-2 / 15-2
- Przemysław Wacha –  Darren Hall: 15-7 / 15-7
- Pontus Jäntti –  Ricardo Fernandes: 15-4 / 15-12
- Conrad Hückstädt –  Martyn Lewis: 15-1 / 15-1
- Marco Vasconcelos –  Magnús Ingi Helgason: 15-3 / 15-1
- Jan Fröhlich –  Konstantin Dobrev: 17-16 / 15-9
- Rasmus Wengberg –  Andrei Malioutin: 15-8 / 15-3
- Tjitte Weistra –  José Antonio Crespo: 15-2 / 15-5
- Robert Blair –  Vitaliy Durkin: 7-15 / 15-11 / 17-14
- Konstantin Tatranov –  Bertrand Gallet: 12-15 / 15-5 / 15-3
- Kenneth Jonassen –  Colin Haughton: 15-10 / 15-9
- Nabil Lasmari –  Mark Constable: 11-15 / 15-13 / 15-9
- Jim Ronny Andersen –  Gerben Bruijstens: 15-12 / 15-6
- Tómas Viborg –  Chris Davies: 15-9 / 15-2
- Thomas Wapp –  Luben Panov: 15-7 / 15-6
- Daniel Eriksson –  Jacek Niedźwiedzki: 15-2 / 15-2
- Poul-Erik Høyer Larsen –  Marián Šulko: 15-4 / 15-1
- Thomas Johansson –  Peter Knowles: w.o.
- Vladislav Druzchenko –  Sarvan Nagiev: w.o.
- Peter Gade –  Pawel Uwarow: 15-12 / 15-3
- Dicky Palyama –  Ruud Kuijten: 15-8 / 13-15 / 15-11
- Thomas Johansson –  Andrej Pohar: 15-4 / 15-7
- Björn Joppien –  Jürgen Koch: 15-3 / 15-7
- Anders Boesen –  Oliver Pongratz: 10-15 / 15-10 / 15-4
- Martin Hagberg –  Boris Kessov: 15-3 / 15-10
- Richard Vaughan –  Aivaras Kvedarauskas: 15-2 / 15-6
- Przemysław Wacha –  Pontus Jäntti: 8-15 / 15-8 / 15-12
- Marco Vasconcelos –  Conrad Hückstädt: 15-10 / 15-4
- Rasmus Wengberg –  Jan Fröhlich: 15-4 / 15-0
- Tjitte Weistra –  Robert Blair: 7-15 / 15-8 / 15-6
- Kenneth Jonassen –  Konstantin Tatranov: 15-5 / 15-5
- Nabil Lasmari –  Jim Ronny Andersen: 12-15 / 15-0 / 15-8
- Jens Roch –  Tómas Viborg: 15-4 / 11-15 / 15-12
- Vladislav Druzchenko –  Thomas Wapp: 15-6 / 17-14
- Poul-Erik Høyer Larsen –  Daniel Eriksson: 15-10 / 15-4
- Peter Gade –  Dicky Palyama: 15-5 / 17-16
- Thomas Johansson –  Björn Joppien: 13-15 / 15-11 / 15-6
- Martin Hagberg –  Anders Boesen: 15-11 / 7-15 / 15-8
- Richard Vaughan –  Przemysław Wacha: 17-16 / 15-6
- Rasmus Wengberg –  Marco Vasconcelos: 15-12 / 15-5
- Kenneth Jonassen –  Tjitte Weistra: 15-6 / 15-10
- Jens Roch –  Nabil Lasmari: 15-12 / 15-7
- Poul-Erik Høyer Larsen –  Vladislav Druzchenko: 15-6 / 15-9
- Peter Gade –  Thomas Johansson: 15-1 / 11-15 / 15-5
- Richard Vaughan –  Martin Hagberg: 15-13 / 15-13
- Kenneth Jonassen –  Rasmus Wengberg: 15-5 / 15-12
- Poul-Erik Høyer Larsen –  Jens Roch: 15-1 / 15-2
- Peter Gade –  Richard Vaughan: 15-3 / 15-4
- Poul-Erik Høyer Larsen –  Kenneth Jonassen: 15-8 / 5-15 / 15-8
- Peter Gade –  Poul-Erik Høyer Larsen: 15-5 / 15-11

## Dameneinzel
- Tatiana Vattier –  Justine Willmott: 2-11 / 11-6 / 11-3
- Petra Overzier –  Natalia Golovkina: 11-7 / 11-8
- Margit Borg –  Nargiz Mehdieva: 11-1 / 11-0
- Krisztina Ádám –  Nursel Aydoğmuş: 11-6 / 11-2
- Maria Kizil –  Brynja Pétursdóttir: 13-10 / 11-4
- Susan Egelstaff –  Francis Pereira: 11-7 / 11-5
- Natalja Esipenko –  Maja Pohar: 11-6 / 7-11 / 11-7
- Neli Boteva –  Anu Nieminen: 6-11 / 13-10 / 11-10
- Judith Meulendijks –  Tracey Hallam: 11-1 / 11-9
- Ella Diehl –  Katarzyna Krasowska: 11-3 / 11-5
- Markéta Koudelková –  Tina Riedl: 11-9 / 11-1
- Katja Michalowsky –  Santi Wibowo: 11-6 / 11-0
- Sara Jónsdóttir –  Helene Abusdal: 11-3 / 11-5
- Heike Schönharting –  Simone Prutsch: 11-6 / 11-3
- Mette Pedersen –  Dolores Marco: 11-8 / 11-1
- Rebecca Pantaney –  Vlada Chernyavskaya: 11-4 / 11-7
- Marina Yakusheva –  Dobrinka Smilianova: 11-5 / 11-5
- Petya Nedelcheva –  Nina Weckström: 11-5 / 11-8
- Sandra Dimbour –  Kate Ridler: 11-3 / 11-3
- Elena Nozdran –  Helena Berimbau: 11-3 / 11-3
- Karina de Wit –  Sandra Watt: 11-1 / 11-1
- Julia Mann –  Nicole Grether: 11-6 / 11-1
- Kamila Augustyn –  Anastasia Russkikh: 11-4 / 11-2
- Fiona Sneddon –  Kati Tolmoff: w.o.
- Lonneke Janssen –  Dimitrika Dimitrova: w.o.
- Elodie Eymard –  Joanne Muggeridge: w.o.
- Corinne Jörg –  Brenda Beenhakker: w.o.
- Marina Andrievskaia –  Joanna Szleszyńska: w.o.
- Karolina Ericsson –  Sevinghe Akchundova: w.o.
- Camilla Martin –  Tatiana Vattier: 11-0 / 11-2
- Petra Overzier –  Fiona Sneddon: 11-8 / 11-8
- Margit Borg –  Krisztina Ádám: 11-1 / 11-2
- Lonneke Janssen –  Maria Kizil: 11-3 / 11-2
- Kelly Morgan –  Susan Egelstaff: 11-0 / 11-3
- Neli Boteva –  Natalja Esipenko: 11-7 / 11-7
- Judith Meulendijks –  Ella Diehl: 11-3 / 11-8
- Katja Michalowsky –  Markéta Koudelková: 11-3 / 11-4
- Elodie Eymard –  Sara Jónsdóttir: 7-11 / 11-5 / 11-9
- Mette Pedersen –  Heike Schönharting: 11-6 / 11-5
- Rebecca Pantaney –  Corinne Jörg: 11-6 / 11-1
- Marina Andrievskaia –  Marina Yakusheva: 11-9 / 11-6
- Karolina Ericsson –  Petya Nedelcheva: 11-7 / 11-6
- Elena Nozdran –  Sandra Dimbour: 8-11 / 11-3 / 11-7
- Karina de Wit –  Julia Mann: 9-11 / 11-9 / 11-9
- Mette Sørensen –  Kamila Augustyn: 11-6 / 11-6
- Camilla Martin –  Petra Overzier: 11-3 / 11-4
- Lonneke Janssen –  Margit Borg: 1-11 / 11-10 / 11-6
- Kelly Morgan –  Neli Boteva: 11-8 / 11-2
- Judith Meulendijks –  Katja Michalowsky: 11-1 / 11-6
- Mette Pedersen –  Elodie Eymard: 11-1 / 11-9
- Marina Andrievskaia –  Rebecca Pantaney: 11-4 / 11-5
- Elena Nozdran –  Karolina Ericsson: 7-11 / 11-5 / 11-7
- Mette Sørensen –  Karina de Wit: 11-0 / 11-5
- Camilla Martin –  Lonneke Janssen: 11-0 / 11-0
- Kelly Morgan –  Judith Meulendijks: 11-1 / 11-1
- Marina Andrievskaia –  Mette Pedersen: 11-5 / 11-1
- Mette Sørensen –  Elena Nozdran: 5-11 / 11-2 / 11-7
- Camilla Martin –  Kelly Morgan: 4-11 / 11-6 / 11-1
- Marina Andrievskaia –  Mette Sørensen: 11-7 / 11-4
- Camilla Martin –  Marina Andrievskaia: 13-10 / 11-3

## Herrendoppel
- Martin Lundgaard Hansen /  Lars Paaske –  Bertrand Gallet /  Jean-Michel Lefort: 15-4 / 15-12
- Magnús Ingi Helgason /  Tómas Viborg –  Konstantin Dobrev /  Luben Panov: 17-14 / 15-9
- Michał Łogosz /  Robert Mateusiak –  Robert Blair /  Alastair Gatt: 15-6 / 15-12
- Valeriy Strelcov /  Konstantin Tatranov –  Chris Davies /  Matthew Hughes: 15-9 / 15-7
- Peter Axelsson /  Pär-Gunnar Jönsson –  Hugo Rodrigues /  Marco Vasconcelos: 15-6 / 15-3
- Harald Koch /  Jürgen Koch –  Tijs Creemers /  Robert Frenk: 15-4 / 6-15 / 17-14
- Chris Hunt /  Julian Robertson –  Pavel Mečár /  Marián Šulko: 15-3 / 15-4
- Christian Mohr /  Joachim Tesche –  Vitaliy Durkin /  Alexandr Russkikh: 15-6 / 15-4
- Michael Helber /  Björn Siegemund –  Andrey Konakh /  Andrei Malioutin: 15-2 / 15-8
- Manuel Dubrulle /  Vincent Laigle –  José Antonio Crespo /  Sergio Llopis: 17-16 / 17-16
- Jens Eriksen /  Jesper Larsen –  Donal O’Halloran /  Bruce Topping: 15-3 / 15-6
- Henrik Andersson /  Fredrik Bergström –  Russell Hogg /  Kenny Middlemiss: 15-8 / 15-6
- Dennis Lens /  Quinten van Dalm –  Pascal Bircher /  Rémy Matthey de l’Etang: 15-2 / 15-7
- Broddi Kristjánsson /  Sveinn Sölvason –  Martyn Lewis /  Philip Linnard: 15-10 / 15-8
- Simon Archer /  Nathan Robertson –  Przemysław Wacha /  Piotr Żołądek: 15-5 / 15-2
- Mihail Popov /  Svetoslav Stoyanov –  Ceyhun Məmmədəliyev /  Sarvan Nagiev: w.o.
- Martin Lundgaard Hansen /  Lars Paaske –  Magnús Ingi Helgason /  Tómas Viborg: 15-12 / 15-1
- Michał Łogosz /  Robert Mateusiak –  Valeriy Strelcov /  Konstantin Tatranov: 15-6 / 15-3
- Peter Axelsson /  Pär-Gunnar Jönsson –  Harald Koch /  Jürgen Koch: 15-11 / 15-17 / 15-4
- Christian Mohr /  Joachim Tesche –  Chris Hunt /  Julian Robertson: 15-12 / 4-15 / 15-8
- Michael Helber /  Björn Siegemund –  Mihail Popov /  Svetoslav Stoyanov: 10-15 / 14-8 ret.
- Jens Eriksen /  Jesper Larsen –  Manuel Dubrulle /  Vincent Laigle: 15-5 / 15-3
- Dennis Lens /  Quinten van Dalm –  Henrik Andersson /  Fredrik Bergström: 15-5 / 15-4
- Simon Archer /  Nathan Robertson –  Broddi Kristjánsson /  Sveinn Sölvason: 15-4 / 15-5
- Michał Łogosz /  Robert Mateusiak –  Martin Lundgaard Hansen /  Lars Paaske: 12-15 / 15-10 / 17-15
- Peter Axelsson /  Pär-Gunnar Jönsson –  Christian Mohr /  Joachim Tesche: 15-5 / 15-13
- Jens Eriksen /  Jesper Larsen –  Michael Helber /  Björn Siegemund: 15-13 / 15-9
- Simon Archer /  Nathan Robertson –  Dennis Lens /  Quinten van Dalm: 15-2 / 15-3
- Peter Axelsson /  Pär-Gunnar Jönsson –  Michał Łogosz /  Robert Mateusiak: 15-6 / 10-15 / 15-11
- Jens Eriksen /  Jesper Larsen –  Simon Archer /  Nathan Robertson: 15-13 / 7-15 / 15-3
- Jens Eriksen /  Jesper Larsen –  Peter Axelsson /  Pär-Gunnar Jönsson: 15-7 / 15-6

## Damendoppel
- Petya Nedelcheva /  Dobrinka Smilianova –  Sara Jónsdóttir /  Brynja Pétursdóttir: 15-9 / 15-3
- Helene Kirkegaard /  Rikke Olsen –  Nina Weckström /  Anu Nieminen: 15-4 / 15-3
- Viktoria Evtushenko /  Elena Nozdran –  Fabienne Baumeyer /  Corinne Jörg: 15-8 / 15-10
- Neli Boteva /  Diana Koleva –  Vigdís Ásgeirsdóttir /  Drífa Harðardóttir: 15-13 / 15-11
- Lotte Jonathans /  Nicole van Hooren –  Agnieszka Czerwinska /  Agnieszka Jaskuła: 15-2 / 15-4
- Jenny Karlsson /  Anna Lundin –  Elodie Eymard /  Tatiana Vattier: 15-6 / 7-15 / 15-12
- Joanne Davies /  Sarah Hardaker –  Robyn Ashworth /  Kate Ridler: 15-4 / 15-4
- Kirsteen McEwan /  Sandra Watt –  Nicol Pitro /  Anika Sietz: 6-15 / 15-6 / 15-12
- Petya Nedelcheva /  Dobrinka Smilianova –  Felicity Gallup /  Joanne Muggeridge: 15-12 / 15-12
- Irina Ruslyakova /  Marina Yakusheva –  Maria Kizil /  Nadieżda Zięba: 15-9 / 15-2
- Elaine Kiely /  Jayne Plunkett –  Helena Berimbau /  Ana Ferreira: 15-10 / 15-3
- Ann-Lou Jørgensen /  Mette Schjoldager –  Natalja Esipenko /  Natalia Golovkina: 15-6 / 15-9
- Carolien Glebbeek /  Lonneke Janssen –  Verena Fastenbauer /  Karina Lengauer: 15-10 / 15-10
- Nicole Grether /  Karen Neumann –  Judith Baumeyer /  Santi Wibowo: 15-5 / 15-1
- Kamila Augustyn /  Katarzyna Krasowska –  Fiona Sneddon /  Carol Tedman: 15-7 / 15-13
- Joanne Goode /  Donna Kellogg –  Amélie Decelle /  Christelle Szynal: 15-0 / 15-3
- Ella Diehl /  Anastasia Russkikh –  Sevinghe Akchundova /  Nargiz Mehdieva: w.o.
- Helene Kirkegaard /  Rikke Olsen –  Viktoria Evtushenko /  Elena Nozdran: 15-2 / 15-7
- Ella Diehl /  Anastasia Russkikh –  Neli Boteva /  Diana Koleva: 15-8 / 15-9
- Lotte Jonathans /  Nicole van Hooren –  Jenny Karlsson /  Anna Lundin: 15-5 / 15-8
- Joanne Davies /  Sarah Hardaker –  Kirsteen McEwan /  Sandra Watt: 15-5 / 15-6
- Irina Ruslyakova /  Marina Yakusheva –  Petya Nedelcheva /  Dobrinka Smilianova: 15-6 / 15-2
- Ann-Lou Jørgensen /  Mette Schjoldager –  Elaine Kiely /  Jayne Plunkett: 15-3 / 15-3
- Nicole Grether /  Karen Neumann –  Carolien Glebbeek /  Lonneke Janssen: 15-7 / 15-6
- Joanne Goode /  Donna Kellogg –  Kamila Augustyn /  Katarzyna Krasowska: 15-7 / 15-10
- Helene Kirkegaard /  Rikke Olsen –  Ella Diehl /  Anastasia Russkikh: 15-8 / 15-5
- Lotte Jonathans /  Nicole van Hooren –  Joanne Davies /  Sarah Hardaker: 17-14 / 15-10
- Irina Ruslyakova /  Marina Yakusheva –  Ann-Lou Jørgensen /  Mette Schjoldager: 15-12 / 15-4
- Joanne Goode /  Donna Kellogg –  Nicole Grether /  Karen Neumann: 14-17 / 15-3 / 15-9
- Helene Kirkegaard /  Rikke Olsen –  Lotte Jonathans /  Nicole van Hooren: 15-6 / 15-1
- Joanne Goode /  Donna Kellogg –  Irina Ruslyakova /  Marina Yakusheva: 15-13 / 15-13
- Joanne Goode /  Donna Kellogg –  Helene Kirkegaard /  Rikke Olsen: 7-15 / 15-10 / 15-8

## Mixed
- Dmitry Miznikov /  Natalja Esipenko –  Hugo Rodrigues /  Ana Ferreira: 17-15 / 15-11
- Konstantin Dobrev /  Petya Nedelcheva –  Russell Hogg /  Carol Tedman: 9-15 / 17-16 / 15-6
- Kenny Middlemiss /  Kirsteen McEwan –  Donal O’Halloran /  Elaine Kiely: 15-8 / 15-3
- Tijs Creemers /  Carolien Glebbeek –  Tómas Viborg /  Brynja Pétursdóttir: 15-11 / 10-15 / 15-10
- Joachim Tesche /  Karen Neumann –  Craig Robertson /  Fiona Sneddon: 15-6 ret.
- Jean-Michel Lefort /  Tatiana Vattier –  Ceyhun Məmmədəliyev /  Nargiz Mehdieva: 15-5 / 15-3
- Andrej Pohar /  Maja Pohar –  José Antonio Crespo /  Dolores Marco: 15-5 / 10-15 / 15-4
- Vladislav Druzchenko /  Viktoria Evtushenko –  Piotr Żołądek /  Kamila Augustyn: 15-6 / 2-15 / 15-11
- Broddi Kristjánsson /  Vigdís Ásgeirsdóttir –  Andrey Konakh /  Nadieżda Zięba: 15-9 / 15-11
- Mert Aydoğmuş /  Nursel Aydoğmuş –  Kristóf Horváth /  Krisztina Ádám: 15-6 / 15-6
- Magnús Ingi Helgason /  Drífa Harðardóttir –  Sarvan Nagiev /  Sevinghe Akchundova: w.o.
- Manuel Dubrulle /  Elodie Eymard –  Heiki Sorge /  Kati Tolmoff: w.o.
- Michael Søgaard /  Rikke Olsen –  Chris Davies /  Robyn Ashworth: 15-2 / 15-3
- Alexandr Russkikh /  Anastasia Russkikh –  Magnús Ingi Helgason /  Drífa Harðardóttir: 17-16 / 15-7
- Chris Hunt /  Donna Kellogg –  Ola Molin /  Johanna Persson: 15-2 / 10-15 / 15-6
- Dmitry Miznikov /  Natalja Esipenko –  Konstantin Dobrev /  Petya Nedelcheva: 15-9 / 15-3
- Jon Holst-Christensen /  Ann Jørgensen –  Pascal Bircher /  Fabienne Baumeyer: 15-2 / 15-3
- Kenny Middlemiss /  Kirsteen McEwan –  Valeriy Strelcov /  Natalia Golovkina: 15-10 / 15-8
- Manuel Dubrulle /  Elodie Eymard –  Tijs Creemers /  Carolien Glebbeek: 15-7 / 15-7
- Joachim Tesche /  Karen Neumann –  Jean-Michel Lefort /  Tatiana Vattier: 15-7 / 15-8
- Chris Bruil /  Erica van den Heuvel –  Martyn Lewis /  Kate Ridler: 15-8 / 15-7
- Andrej Pohar /  Maja Pohar –  Luben Panov /  Dobrinka Smilianova: 15-4 / 15-9
- Simon Archer /  Joanne Goode –  Harald Koch /  Karina Lengauer: 15-3 / 15-2
- Vladislav Druzchenko /  Viktoria Evtushenko –  Broddi Kristjánsson /  Vigdís Ásgeirsdóttir: 15-3 / 15-3
- Fredrik Bergström /  Jenny Karlsson –  Bruce Topping /  Jayne Plunkett: 15-3 / 15-3
- James Anderson /  Sara Sankey –  Mert Aydoğmuş /  Nursel Aydoğmuş: 15-0 / 15-4
- Jens Eriksen /  Mette Schjoldager –  Jan Fröhlich /  Markéta Koudelková: 15-2 / 15-9
- Michael Søgaard /  Rikke Olsen –  Alexandr Russkikh /  Anastasia Russkikh: 15-3 / 15-6
- Chris Hunt /  Donna Kellogg –  Dmitry Miznikov /  Natalja Esipenko: 15-3 / 15-7
- Jon Holst-Christensen /  Ann Jørgensen –  Kenny Middlemiss /  Kirsteen McEwan: 15-2 / 15-9
- Ian Sullivan /  Gail Emms –  Manuel Dubrulle /  Elodie Eymard: 15-7 / 15-4
- Chris Bruil /  Erica van den Heuvel –  Joachim Tesche /  Karen Neumann: 15-7 / 15-4
- Simon Archer /  Joanne Goode –  Andrej Pohar /  Maja Pohar: 15-2 / 15-5
- Vladislav Druzchenko /  Viktoria Evtushenko –  Fredrik Bergström /  Jenny Karlsson: 8-15 / 15-11 / 1-0 ret.
- Jens Eriksen /  Mette Schjoldager –  James Anderson /  Sara Sankey: 15-2 / 15-0
- Michael Søgaard /  Rikke Olsen –  Chris Hunt /  Donna Kellogg: 12-15 / 15-6 / 15-8
- Jon Holst-Christensen /  Ann Jørgensen –  Ian Sullivan /  Gail Emms: 15-3 / 15-9
- Chris Bruil /  Erica van den Heuvel –  Simon Archer /  Joanne Goode: 15-5 / 15-12
- Jens Eriksen /  Mette Schjoldager –  Vladislav Druzchenko /  Viktoria Evtushenko: 15-6 / 15-9
- Michael Søgaard /  Rikke Olsen –  Jon Holst-Christensen /  Ann Jørgensen: 15-5 / 13-15 / 15-3
- Jens Eriksen /  Mette Schjoldager –  Chris Bruil /  Erica van den Heuvel: 15-8 / 15-9
- Michael Søgaard /  Rikke Olsen –  Jens Eriksen /  Mette Schjoldager: 15-7 / 15-12

## Mannschaften

### Endstand
- 1.  Dänemark
- 2.  England
- 3.  Niederlande
- 4.  Schweden
- 5.  Deutschland
- 6.  Ukraine
- 7.  Russland
- 8.  Bulgarien
- 9.  Finnland
- 10.  Frankreich
- 11.  Wales
- 12.  Polen
- 13.  Schottland
- 14.  Island
- 15.  Schweiz
- 16.  Portugal

## Medaillenspiegel
| Pos. | Land        | Gold | Silber | Bronze | Total |
| ---- | ----------- | ---- | ------ | ------ | ----- |
| 1    | Dänemark    | 5    | 3      | 3      | 11    |
| 2    | England     | 1    | 1      | 1      | 3     |
| 3    | Schweden    | 0    | 2      | 0      | 2     |
| 4    | Niederlande | 0    | 0      | 3      | 3     |
| 5    | Wales       | 0    | 0      | 2      | 2     |
| 6    | Polen       | 0    | 0      | 1      | 1     |
| 6    | Russland    | 0    | 0      | 1      | 1     |